# The Circus Cyclone
Pour plus de détails, voir Fiche technique et Distribution.
The Circus Cyclone  est un film américain réalisé par Albert S. Rogell, sorti en 1925.

## Fiche technique
- Titre original : The Circus Cyclone
- Réalisation : Albert S. Rogell
- Scénario : Albert S. Rogell
- Société de production et de distribution : Universal Pictures
- Photographie : Pliny Horne
- Pays d'origine : États-Unis
- Langue : Anglais
- Format : Noir & blanc - Son : muet
- Genre : Western
- Date de sortie : 
  - États-Unis : 4 octobre 1925

## Distribution
- Art Acord : Jack Manning
- Moe McCrea : Eczema Jackson
- Nancy Deaver : Doraldina
- Cesare Gravina : Pepe
- Albert J. Smith (en) : Steve Brant
- Hilliard Karr : Fatty
- Frank Austin : Joe Dokes
- Gertrude Howard : Mrs. Jackson
- Jim Corey : Greasey
- Ben Corbett : Referee